# Raphael Schwendinger
Raphael Schwendinger (* 1. Januar 1998) ist ein liechtensteinischer Judoka.

## Karriere
Raphael Schwendinger vertrat Liechtenstein als einziger Athlet bei den Europaspielen 2019 in Minsk. Dort verlor er seinen einzigen Kampf gegen Li Kochman aus Israel. Anfang 2021 wurde Schwendinger vom russischen Verband eingeladen, um mit dessen Nationalmannschaft in Vorbereitung auf eine mögliche Teilnahme an den Olympischen Sommerspielen 2020 in Tokio zu trainieren. Zuvor hatte er an den Europameisterschaften teilgenommen. Am 1. Juli erhielt er schließlich eine Invitation Card vom IOC um bei den Olympischen Spielen zu starten. Bei der Eröffnungsfeier war Schwendinger zusammen mit der Schwimmerin Julia Hassler Fahnenträger der liechtensteinischen Mannschaft. In der Klasse bis 90 kg unterlag der Liechtensteiner Colton Brown aus den Vereinigten Staaten mit 0:10.